# 尖吻假三刺鲀
尖吻假三刺鲀（学名：Pseudotriacanthus strigilifer），又名粗鱗假三棘魨、三刺魨、三腳釘、三角狄，为三刺鲀科假三刺鲀属的鱼类。分布於印度太平洋區，從阿曼灣至菲律賓、印尼海域及半鹹水水域，棲息深度2-110公尺，本魚體橢圓且側扁，背鰭第1硬棘粗大，體長可達25公分，棲息在沿岸泥底質海域及河口區，以底棲性無脊椎動物為食，生活習性不明，可做為食用魚及觀賞魚。该物种的模式产地在Penang、Malaya。